# Ostrożeń głowacz

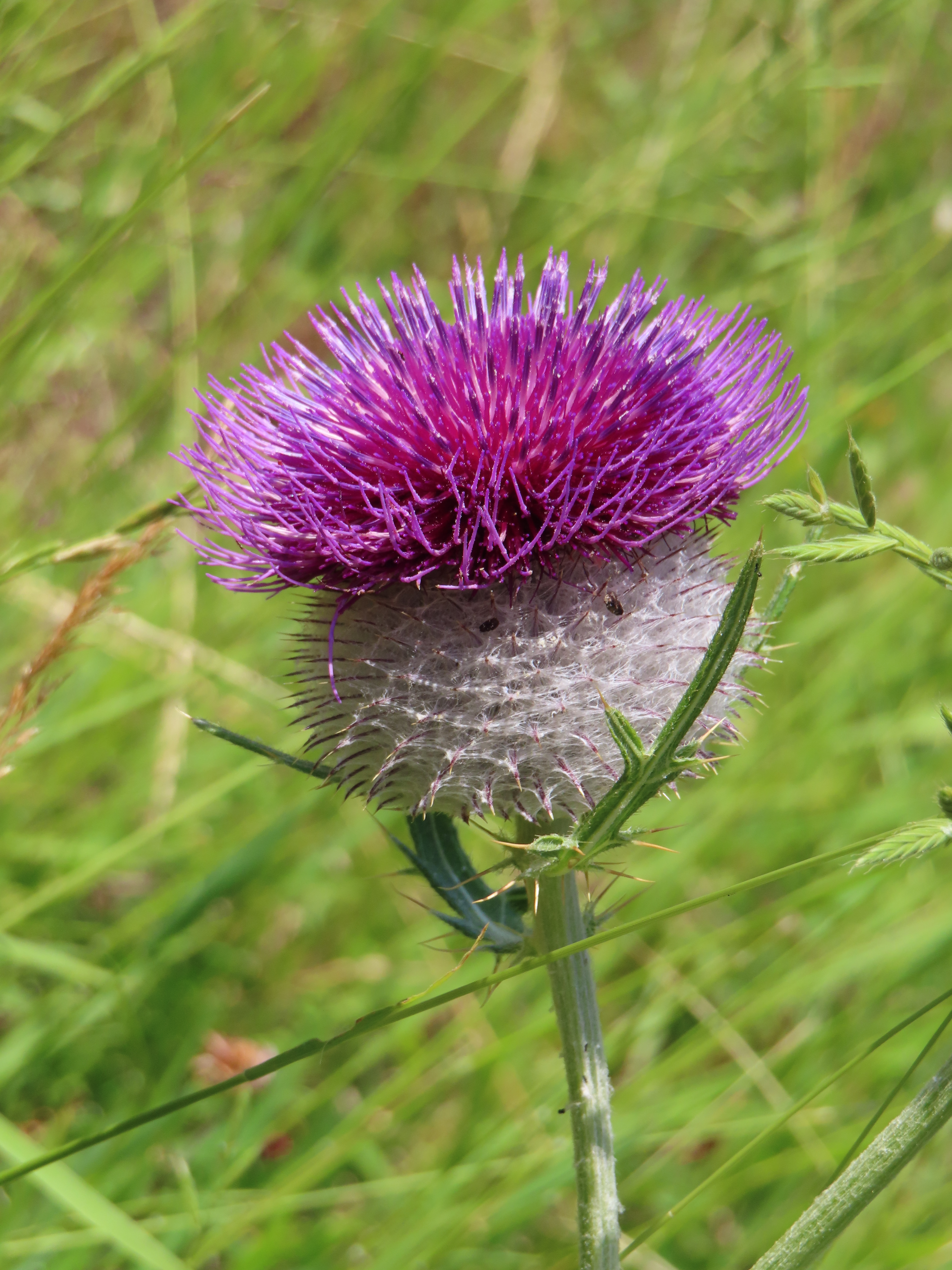
Koszyczek

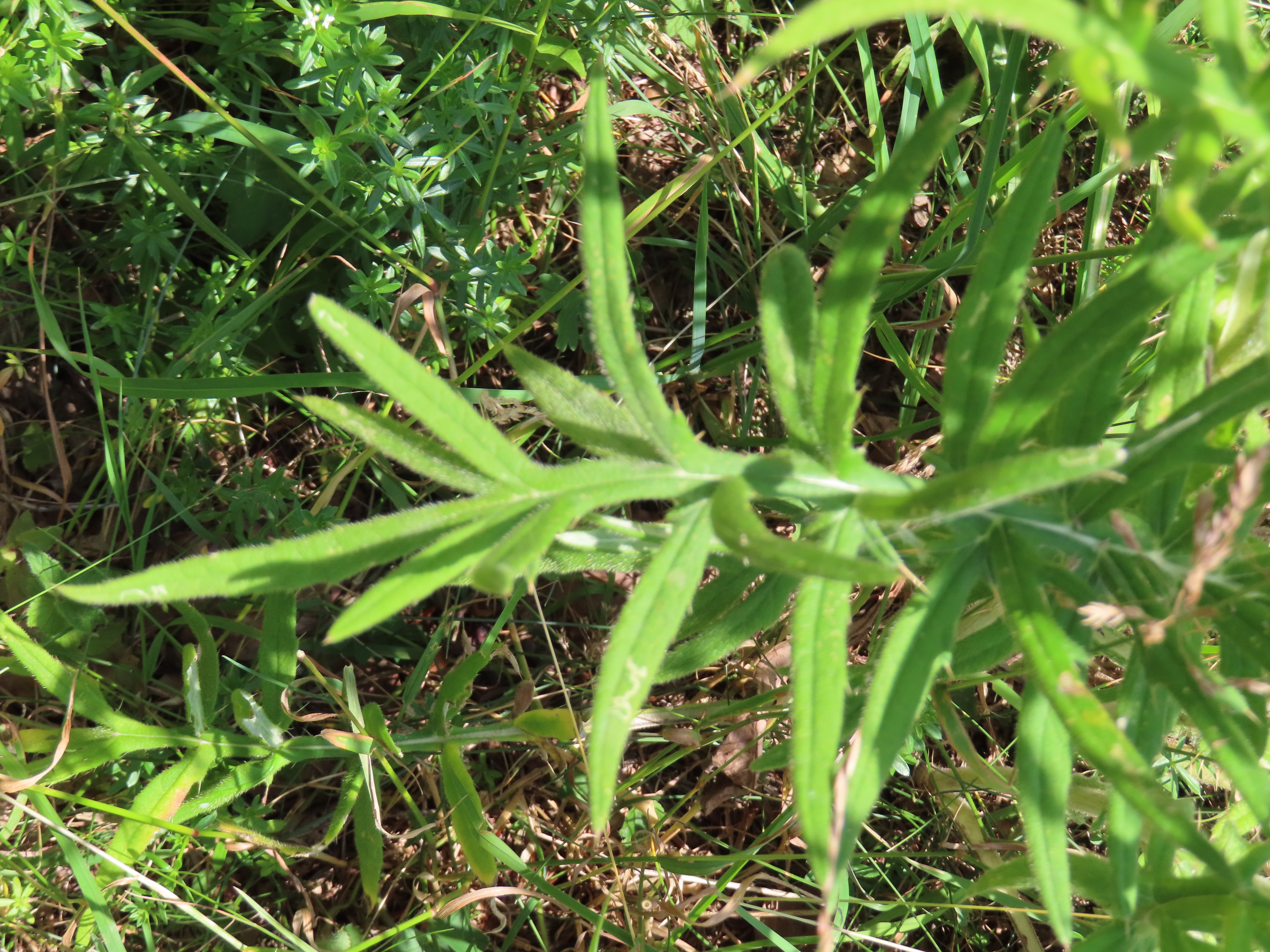
Liście

Ostrożeń głowacz (Cirsium eriophorum (L.) Scop.) – gatunek rośliny należący do rodziny astrowatych. Nazwa głowacz pochodzi od bardzo dużych koszyczków (jak głowa na szyi).

## Rozmieszczenie geograficzne
Występuje w Europie. W Polsce występuje prawie wyłącznie w Karpatach, poza nimi tylko w okolicach Przemyśla. Jest rzadki. Na Pogórzu Cieszyńskim podany z 3 stanowisk, w Gorcach dwóch (Lubań i Biała Skała nad Tylmanową), na Działach Orawskich z jednego w Lipnicy Wielkiej, w Beskidzie Sądeckim dwóch (dolina potoku Szczawniczek i Złockie oraz Wdżary Wyżne w Paśmie Radziejowej), na Pogórzu Spiskim z dwóch stanowisk. Najwięcej stanowisk ma w Pieninach: Wysokie Skałki, Trzy Korony, Wąwóz Szopczański, Nowa Góra, Macelowa Góra, Macelak, Łaźne Skały, Ligarki, Krościenko, Harczygrund, Hombark Łapszański oraz w Tatrach: Wielkie Koryciska, Małe Koryciska, Tyrałowa Czuba, Sarnia Skała, Furkaska, Dolina Kryta, Dolina Chochołowska, Dolina Białego, Dolina Długa. Podano go również na 9 stanowiskach w polskiej części Pienińskiego Pasa Skałkowego. Status gatunku we florze Polski: gatunek rodzimy.

## Morfologia
ŁodygaWzniesiona, prosta, gruba, górą rozgałęziająca się. Osiąga wysokość do 1,5 m i jest nieoskrzydlona.
LiścieUlistnienie skrętoległe, liście podwójnie pierzastodzielne, składające się z lancetowatych lub podługowatych odcinków, które są jeszcze podzielone na 2-3 łatki. Na spodniej stronie liście są pokryte szarym kutnerem i mają bardzo gruby nerw środkowy. Nie zbiegają wzdłuż łodygi. Szczytowe odcinki liści są silnie kolczaste.
KwiatyZebrane w duże, kuliste koszyczki, które okryte są gęstą, siatkowatą jakby pajęczyną. Łuski okrywy koszyczków mają równowąski kształt i zaostrzony koniec, zwykle górne ich części są odgięte w dół. Koszyczki mają długość 5–8 cm, bezpośrednio pod nimi występuje kilka liści będących pośrednią formą pomiędzy liśćmi a łuskami okrywy. Kwiaty w koszyczku mają ciemnopurpurową barwę i wszystkie są rurkowate. Ich kielich przekształcony jest w puch kielichowy.
OwocNiełupki o długości 5–6 mm z pierzastym puchem kielichowym mającym długość 22–32 mm.

## Biologia i ekologia
RozwójRoślina dwuletnia, hemikryptofit. Mimo że jest pokaźną rośliną, żyje krótko – tylko 2–3 lata. Po zakwitnięciu i wydaniu nasion obumiera. Kwitnie od lipca do września, jest owadopylna. Nasiona rozsiewa wiatr (anemochoria).
SiedliskoWystępuje na słonecznych łąkach i pastwiskach, stokach, w świetlistych lasach, zaroślach i na ich obrzeżach, na zrębach głównie na podłożu wapiennym. W Tatrach występuje do regla górnego. Najwyższe stanowisko (1450 m n.p.m.) owocującego okazu podawane jest z zarastającego kosodrzewiną zbocza Małej Kopy Królowej nad Starymi Kopalniami.
GentykaLiczba chromosomów 2n = 34. Tworzy mieszańce z: ostrożniem błotnym, ostrożniem lancetowatym, ostrożniem polnym, ostrożniem siwym, ostrożniem warzywnym.

## Zagrożenia
Umieszczony na polskiej czerwonej liście w kategorii VU (narażony).
Według klasyfikacji IUCN z 2001 gatunek w polskich Karpatach zagrożony wyginięciem (kategoria VU). W Polsce tylko część stanowisk znajduje się na obszarze parków narodowych (Tatrzańskiego i Pienińskiego). Na niechronionych obszarach jest zagrożony wskutek działalności człowieka (koszenie łąk, mechaniczne niszczenie podczas ich wypasania, zbieranie do celów dekoracyjnych). Zagrożony jest też przez naturalną sukcesję ekologiczną (głównie zarastanie przez głóg i trzcinnik piaskowy). W 2008 największa populacja ostrożnia głowacza znajdowała się na górze Tuł na Pogórzu Cieszyńskim (około 65 kwitnących i 100 płonnych osobników). Na stanowiskach w Tatrach, Gorcach i Paśmie Radziejowej rośnie przeważnie po kilka-kilkanaście osobników.